# Ferran Gerhard
Ferran Gerhard (Valls, 1953 - Tarragona, 2020) va ser un periodista català.
Va néixer a les Cases Barates fins que es va traslladar al carrer Méndez Núñez. Provenia d'una família de comerciants suïssos instal·lats a Valls al principi del segle xix.
Llicenciat en Ciències de la Informació a la UAB, va ser redactor i cap d'informatius a la Cadena Cope de Reus i de Tarragona. Va ser responsable del suplement Catalunya Nova i col·laborador de Mestral. Va treballar a El Periódico de Catalunya Sud, que va funcionar entre 1982 i 1982, i després a El Periódico com a corresponsal entre el 1983 i el 2009.
Des del 2009 es va dedicar a escriure. Va publicar poemaris com Electrofenia (1983) i Blade Runner Blues (2010) i també llibres de narrativa. Destaca Gatos Rumberos (Silva, 2013) on reviu personatges d'anteriors relats escrits i orals de la Tarragona de finals del segle xx. També va escriure Ladridos de plata (Silva, 2014) i Burdelatura (2017) sobre els bordells.
El febrer del 2021 el pare del periodista va lliurar a l'Ajuntament de Tarragona el llegat literari i musical del periodista Ferran Gerhard, format per uns 10.000 llibres i més de 2.000 discos.